# SMS Prinz Eugen (1912)
Pour les articles homonymes, voir Prinz Eugen.
Le SMS Prinz Eugen est un cuirassé Dreadnought de 1re classe (Schlachtschiff) de classe Tegetthoff construit pour la Marine austro-hongroise (K.u.K. Kriesgmarine), et baptisé du nom du Prince de Savoie Eugène de Savoie-Carignan (1663-1736).

## Conception
Les navires de classe Tegetthoff ont été parmi les premiers à utiliser des tourelles triples pour l'artillerie lourde.

Sa quille fut posée  le 16 janvier 1912 et il fut lancé le 30 novembre, onze mois après.

## Histoire
Il a été affecté à la 1re division de cuirassés austro-hongrois. En raison  du barrage d'Otrante l'interdisant de quitter la mer Adriatique il est resté essentiellement au port de Pula. Lors du raid sur le Canal d'Otrante en 1918, il perdit son sister-ship le SMS Szent István.

À la fin de la guerre il fut remis à la France. Son armement principal fut débarqué. Il servit alors aux exercices de bombardements aériens ; puis, termina comme navire-cible. Il fut coulé en Méditerranée (au sud de l'île de Porquerolles) par les cuirassés France et Bretagne le 28 juin 1922. Une de ses ancres est encore visible, exposée sur l'entrée du vieux port à Saint-Raphaël, dans le Var.